# Curcani
Curcani est une commune roumaine située dans le județ de Călărași.